# Gustav III och soldaten Gren
Gustaf III och soldaten Gren. Episod från Ryska kriget 1789 är en målning av Pehr Hilleström, utförd runt år 1790 som tillhör Nationalmuseum.

## Bakgrund
Målning är en i en serie av målningar som Hilleström utförde och som visar episoder från Gustav III:s ryska krig. Det har länge spekulerats i om denna målning verkligen återgav en riktig episod från kriget, eller om det var en propagandamålning som skulle ställa kungen, Gustav III, i bättre dager. Dock har man kunnat hitta vederhäftiga källor i den tidens tidningar som utvisar att denna episod verkligen skedde.
Kungen befann sig sedan några dagar vid lägret i Liikala dit han ankommit efter sin seger i Slaget vid Uttismalm den 28 juni 1789, och den 15 juli skrev han till Gustaf Mauritz Armfelt:
| ”                          | Först skall jag nämna, att min vänstra flank är säkrad, att herr Kaulbars jämte fem stora bataljoner, haubitsar, pjäser på 6 pund och regementskanonerna och tre skvadroner igår kväll låg i läger i Uttismalm, och att han just nu väl är i Kaipiais, dit baron Friesendorff sänts med två bataljoner för att understödja honom... | „ |
| – Gustaf III, 15 juli 1789 | |   |

Dock förlorade Kaulbars Slaget vid Kaipiais och kungen samt armén tvingades den 21 juli att i all hast lämna Liikala och tåga mot Anjala och Värälä.
I tidningen Dagligt Allehanda från onsdagen den 25 november 1789 kan man läsa följande insändare från en officer som tjänstgjorde i kriget i Finland.
| ”                                     | När Konungen den 21 sistledne Julii, war den delen af Armeen följaktig, som Camperat wid Liikala, och då åter-marcherade till Anjala, satte Sig Hans Maj:t, under det några Man hwilade på et wid wägen kullfallit träd, på ena ändan däraf, samt qwarhölt en Soldat som wille lämna sit ställe, bad honom sitta stilla, på det han någon gång för de hemmawarande skulle kunna berätta, at han på et sådant ställe settat wid sin Konungs sida, jemte mycket annat, som Hans Maj:t då Högst Nådigt täcktes yttra Sig och Fråga. Majoren och Riddare af Donner utaf Wästerbottens Regemente, härwid närwarande, frågade då genast efter Karlens Nummer och Namn, som njutit så utmärkt Nåd? och när denne berättade sig heta Gren, under N:o 11 af Calix Compagnie wid sistnämde Regemente, sade Kongl. Maj:t af historien wilja erinra Sig, at en Soldat som haft lika Nummer wid Calmare Regemente, wid något tillfälle frälst Högstsalig Konung Carl XI:te. Et sådant Monarchens nedlåtande til Soldaten, kan ej annat än fördubbla allas wördnad, samt ifwer at segra eller dö under en sådan Konungs Fanor... | „ |
| – Dagligt Allehanda, 25 november 1789 | |   |

### Om tavlan

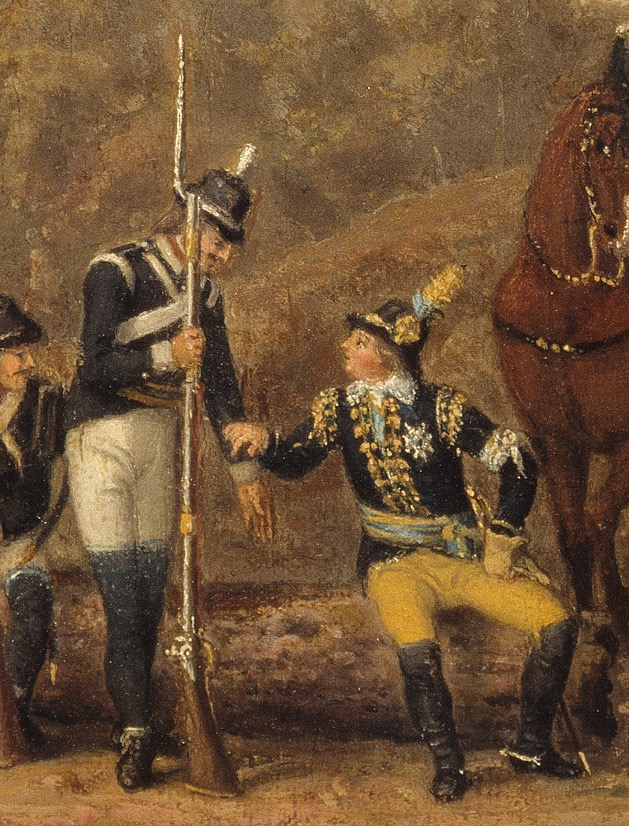
Närbild på Gustav III och soldaten Anders Gren.

Man kan i mitten på målningen se Gustav III iklädd uniform m/1779 för en general och på bröstet ses Serafimerordens kraschan, soldaten Gren samt de övriga som sitter är iklädda uniform m/1779 för Västerbottens regemente. Till vänster kan man se en kanon med sin betjäning från Artilleriregementet. Till höger om kungen står hans uppvaktning, och fjärde mannen från kungen är troligen af Donner som också är iklädd Västerbottens regementes uniform. Längst till höger ser man infanteri under marsch.
Målning kom som gåva till Nationalmuseum genom fröken Ellen Sundbergs testamente 1946.

### Om soldaten Gren
Anders Gren anslöt sig troligen till Västerbottens regemente 1789, då han var 21 år gammal. Han kvarstod som soldat fram till 1805 då han fick avsked: "Får afsked, sjuklig - anmäles till underhåll. Tjent under Kriget."
Detta betyder troligen att Anders Gren fick något slags pension.